# Marcela Felinto
Marcela Coelho da Silva Felinto est une ancienne joueuse brésilienne de volley-ball née le 8 juillet 1985 à Natal. Elle mesure 1,71 m et jouait au poste de libero. 

## Clubs
| Club                       | De        | À         |
| -------------------------- | --------- | --------- |
| CR Vasco da Gama           | 1992-1993 | 1995-1996 |
| Fluminense Football Club   | 1998-1999 | 2002-2003 |
| Rio de Janeiro Volêi Clube | 2003-2004 | 2006-2007 |
| Grêmio de Vôlei Osasco     | 2007-2008 | 2007-2008 |
| AD Brusque                 | 2008-2009 | 2008-2009 |
| Sport de Recife            | 2009-2010 | 2009-2010 |
| Macaé Sports               | 2010-2011 | 2010-2011 |

## Palmarès
- Championnat du Brésil
  - Vainqueur : 2006, 2007
  - Finaliste : 2008
- Coupe du Brésil
  - Finaliste  : 2007.